# Sœurs de la Famille de Béthanie
Pour les articles homonymes, voir Béthanie (homonymie).
Les Sœurs de la Famille de Béthanie (en latin : Congregatio Sororum Familae Betanensis) forment une congrégation religieuse féminine hospitalière et caritative de droit pontifical.

## Historique
La congrégation est fondée le 17 avril 1930 à Puszczykowo, en Pologne, par le père Józef Małysiak et Irena Parasiewicz sous le nom de Société du travail de Béthanie. L'institut se déplace à Kielce où il est érigé canoniquement le 12 octobre 1934 comme congrégation religieuse par Augustyn Łosiński (pl), évêque du lieu. En 1935, les religieuses déménagent à Lublin où elles continuent leurs activités ; le 25 juillet 1939, Mgr Marian Leon Fulman (pl), évêque de l'archidiocèse de Lublin approuve leurs constitutions religieuses. 
En 1954, la congrégation prend le nom de sœurs de la famille de Béthanie. Le 10 septembre 1959, elles s'affilient aux Frères mineurs capucins et adoptent la règle de saint François. En 1966, les sœurs demandent la permission de prononcer des vœux temporaires et perpétuels à Mgr Piotr Kałwa (pl), évêque de Lublin, qui autorise les vœux simples ordinaires. Le 25 janvier 1992, l'institut est reconnu de droit pontifical par le pape Jean-Paul II

## Activités et diffusion
Les religieuses œuvrent principalement dans la pastorale paroissiale, le soin des malades et l'aide aux pauvres.
Elles sont présentes en divers endroits de Pologne, ainsi qu'au Danemark.
La maison généralice est à Lublin.
En 2017, la congrégation comptait 81 religieuses dans 4 maisons.